# José Ramón Machado Ventura

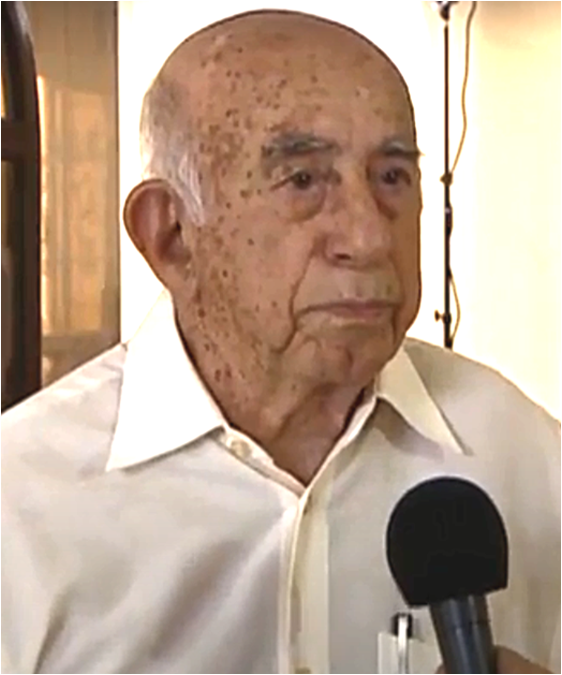
José Ramón Machado Ventura, 2019

José Ramón Machado Ventura (* 26. Oktober 1930 in San Antonio de las Vueltas, Provinz Las Villas) ist ein kubanischer Politiker (PCC) und war von 2008 bis 2013 Vizepräsident des Staatsrates von Kuba sowie Zweiter Sekretär der herrschenden Kommunistischen Partei. Mit der Wahl von Raúl Castro (PCC) zum Präsidenten wurde Machado Ventura dessen Nachfolger.
José Ramón Machado wurde in San Antonio de las Vueltas, gelegen in der ehemaligen Provinz Las Villas und heute zum Municipio Camajuaní gehörend geboren und ging in Camajuaní und Remedios zur Schule. An der Universität Havanna graduierte er 1953 zum Doktor der Medizin. Machado folgte direkt nach dem Staatsstreich Fulgencio Batistas am 10. März 1952 der aufkommenden revolutionären Bewegung, während er noch Medizinstudent war und war eines der ersten Mitglieder der Bewegung des 26. Juli, um dessen Diktatur zu bekämpfen. Später, unter dem Kommando von Che Guevara und danach unter Fidel Castro, war er einer der originärsten Kämpfer, die in der Guerilla in der Sierra Maestra kämpften. 1958 wurde er zum Capitán befördert dem Kommando von Raúl Castro entsandt, der gerade versuchte, eine 2. Front am Rande der Sierra Cristal zu eröffnen. Dort wurde er bei den Medizinischen Diensten eingesetzt und etablierte ein Netzwerk aus Krankenhäusern und Arzneimittelausgabestellen und wurde in den Rang eines Majors (Comandante) befördert, was den höchsten Rang der Rebellenarmee darstellte.
Nach dem Sieg der Revolution am 1. Januar 1959 wurde er Direktor der Medizinischen Dienste in Havanna und später von 1960 bis 1967 Gesundheitsminister. Während dieser Zeit war er für die Entwicklung des Gesundheitswesens in Kuba verantwortlich. Nach einem Streit mit Fidel Castro darüber, wie der Gesundheitssektor zu führen sei, wurde er im Januar 1968 Delegierter des Politbüros in die  Provinz Matanzas entsandt und führte diese Funktion bis Mitte 1971 aus. In seiner Amtszeit dort entwickelten sich das Gesundheitswesen, die lokale Wirtschaft, insbesondere die Landwirtschaft, der öffentliche Transport sowie die Kindersterblichkeit positiv. Anschließend war Machado Erster Sekretär der Kommunistischen Partei der Provinz Havanna und wurde im Dezember 1975 zum Mitglied des Politbüros der KP Kubas gewählt.
José Ramón Machado Ventura ist Mitglied der kubanischen Volksversammlung und repräsentiert das Municipio Guantánamo. Seit 2006 ist er für die Überwachung der internen Bildungsprogramme Kubas zuständig. Er wird als Hardliner der kommunistischen Ideologie und als Revolutionär der alten Garde beschrieben.
Vom Parlament wurde Machado am 24. Februar 2008 als 1. Vizepräsident des Staatsrates bestimmt, zur gleichen Zeit, wie Raúl Castro als Nachfolger seines erkrankten Bruders Fidel zum Staats- und Regierungschef ernannt wurde. Er bekam 601 von insgesamt 609 Stimmen. Seine Wahl überraschte einige Beobachter, die jemand jüngeres in dieser Position erwarteten. Auf dem VI. Parteitag der PCC, der herrschenden und einzigen zugelassenen Partei Kubas, wurde Machado im April 2011 zum Zweiten Sekretär gewählt und übernahm damit die bisherige Funktion von Raúl Castro, der seinem Bruder Fidel als Parteivorsitzender (Erster Sekretär) nachfolgte.
Auf der konstituierenden Sitzung des neugewählten kubanischen Parlaments am 24. Februar 2013 wurde Machado Ventura erneut in das Amt des Vizepräsidenten des Staatsrates gewählt. Das Amt des Ersten Vizes verlor er jedoch an den 30 Jahre jüngeren Miguel Díaz-Canel (PCC).